# Pieter II Adornes

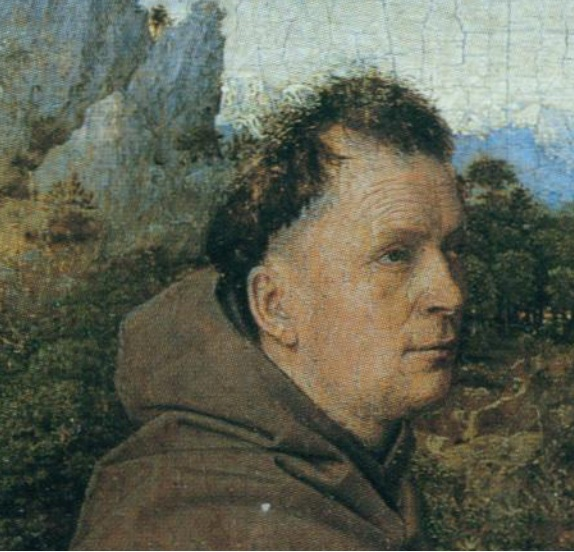
Mogelijk portret van Pieter II Adornes op Franciscus van Assisi ontvangt de stigmata door Jan van Eyck.

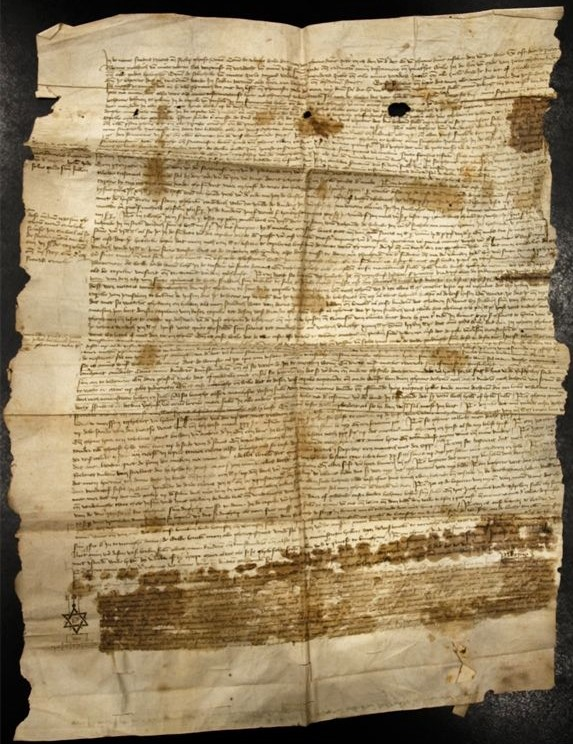
Testament van Pieter II Adornes (1452)

Pieter II Adornes (Brugge ca. 1395 - 1464) was in Brugge burgemeester van de raadsleden en handelaar, die behoorde tot de familie Adornes. De familie behoorde in Brugge tot de bovenlaag van de bevolking en vervulde geregeld allerlei functies in het stadsbestuur, net zoals ze dat deed in Genua. Daarbij steunde zij tal van christelijke en humanistische initiatieven.

## Familie
Pieter was een zoon uit het tweede huwelijk van Pieter I Adornes met Elisabeth van de Walle en was de broer van Jacob Adornes. Hij trouwde in 1421 met de patriciërsdochter Elisabeth Bradericx (†1452). Beiden werden voorgesteld op twee 15de-eeuwse portretten, toegeschreven aan Petrus Christus. Ze hadden minstens zes kinderen, onder wie Anselmus Adornes. Hun huwelijkscontract en het testament van Pieter illustreren hun belangrijke maatschappelijke positie en hun diepreligieuze mentaliteit.

## Stadsbestuur
Pieter Adornes werd actief in het Brugse stadsbestuur en, alternerend met zijn broer Jacob, vervulde hij verschillende functies:
- raadslid in 1425-26 en 1428-29
- schepen in 1432-33, 1439-40, 1444-45 en 1447-48
- burgemeester van de raad in 1441-42.

## Oproer
In 1436-1438 brak een hevige opstand los van de Brugse ambachten tegen Filips de Goede. Net als zijn broer vluchtte Pieter uit de stad en werd daarvoor door het opstandige bestuur zwaar beboet.
Toen de orde was hersteld en het hertogelijk gezag weer de bovenhand kreeg, werd Pieter, net als andere getrouwen van Filips de Goede, in verantwoordelijke functies geplaatst, onder meer als burgemeester van de raad (belast met de ordehandhaving) en vervolgens als schepen.

## Handelaar
Nog minderjarig, verkreeg Pieter van het Brugse stadsbestuur de inning van de accijns op het hopbier en het Delfts bier, voor een korte periode weliswaar (van 1 maart tot 31 mei 1418). Hij heeft nadien nog stedelijke accijnzen geïnd.
Wat hij verder als activiteiten had, is niet bekend. Het is mogelijk dat hij net als zijn vader en zijn zoon bemiddelde in internationale transacties.

## Voorname functies
Pieter II Adornes speelde, weliswaar minder dan zijn broer, een rol in het Brugse sociale leven van zijn tijd. 
- Hij was geen lid van het Sint-Sebastiaansgilde (handboogschutters), waar zijn broer de hoofdman van was, maar hij schonk aan het gilde wel een belangrijk perceel grond gelegen langs de Rolweg.
- Hij was lid van de Broederschap van Onze-Lieve-Vrouwe van den drogen boom en van acht andere godsdienstige broederschappen.
- Hij was lid van het Gezelschap van de Witte Beer, met deelname aan de steekspelen van 1418 tot 1424.

## Religieuze evolutie
Pieter Adornes richtte zich in stijgende macht op vroomheid en ingetogenheid.
In 1429 verkreeg hij van paus Martinus V de toestemming om een draagbaar altaar te bezitten en in eigen huis de Heilige Mis te laten opdragen. In 1435 kreeg hij toelating van paus Eugenius IV om voor hem, zijn vrouw en zijn erfgenamen, vrij een biechtvader te kiezen. Van paus Martinus V verkreeg hij ook de toestemming om een mannenklooster op te richten naast de door hem ontworpen Jeruzalemkerk. Dit klooster is er echter nooit gekomen.
Na de dood van zijn vrouw trok Pieter zich terug uit het openbaar leven en vanaf 1454 leefde hij in Genadedal, het klooster van de kartuizers in Sint-Kruis, en stierf er. De voorkeur van de familie Adornes voor de strenge kartuizerorde was duidelijk:
- De halfbroer van Jacob en Pieter Adornes, Joris Adornes, werd kartuizer in Gent.
- Jacob III Adornes, zoon van Pieter, werd kartuizer in een Italiaans klooster
- Maarten II Adornes, kleinzoon van Pieter II, trad in het kartuizerklooster in Sint-Kruis en werd er prior.

De kartuizers werden door de Adornes betrokken bij het beheer van de Jeruzalemstichting, terwijl de leden van de Adornesfamilie regelmatig testamentaire schenkingen deden ten voordele van de kartuizers.

## De stichting Jeruzalem
Het voornaamste religieuze initiatief van Pieter II Adornes, hierin bijgestaan door zijn broer Jacob, was de bouw van de Jeruzalemkapel. De locatie werd gekozen naast de woning van Pieter en de stichting van de kapelanie werd geacteerd bij hem thuis. Pieter werd, met zijn vrouw, afgebeeld op een glasraam in de kapel, wat niet het geval was voor Jacob.
De Jeruzalemkapel die werd gebouwd, was een gevolg van de bedevaart van Pieter en Jacob Adornes naar Het Heilige Land. Hun familie had een diepgewortelde verering voor de heilige plaatsen. Opicius II Adornes was hen op bedevaart naar Jeruzalem voorgegaan. De zoon van Pieter II, Anselmus en diens zoon, Jan pelgrimeerden eveneens naar het Heilig. Land.
De Jeruzalemkerk wilde met zijn oosterse architectuur en met zijn grafcrypte de herinnering aan de Kerk van het Heilig Graf oproepen. De bouw werd aangevat tussen 1425 en 1450 maar was pas na 1475 afgewerkt. De stichters waren toen overleden en Anselmus Adornes nam de opvolging.